# Schongau
Schongau es una comuna suiza del cantón de Lucerna, situada en el distrito de Hochdorf. Limita al norte con las comunas de Fahrwangen (AG) y Bettwil (AG), al este con Buttwil (AG), al sur con Hitzkirch, y al oeste con Aesch.